# Grabow (Elde)

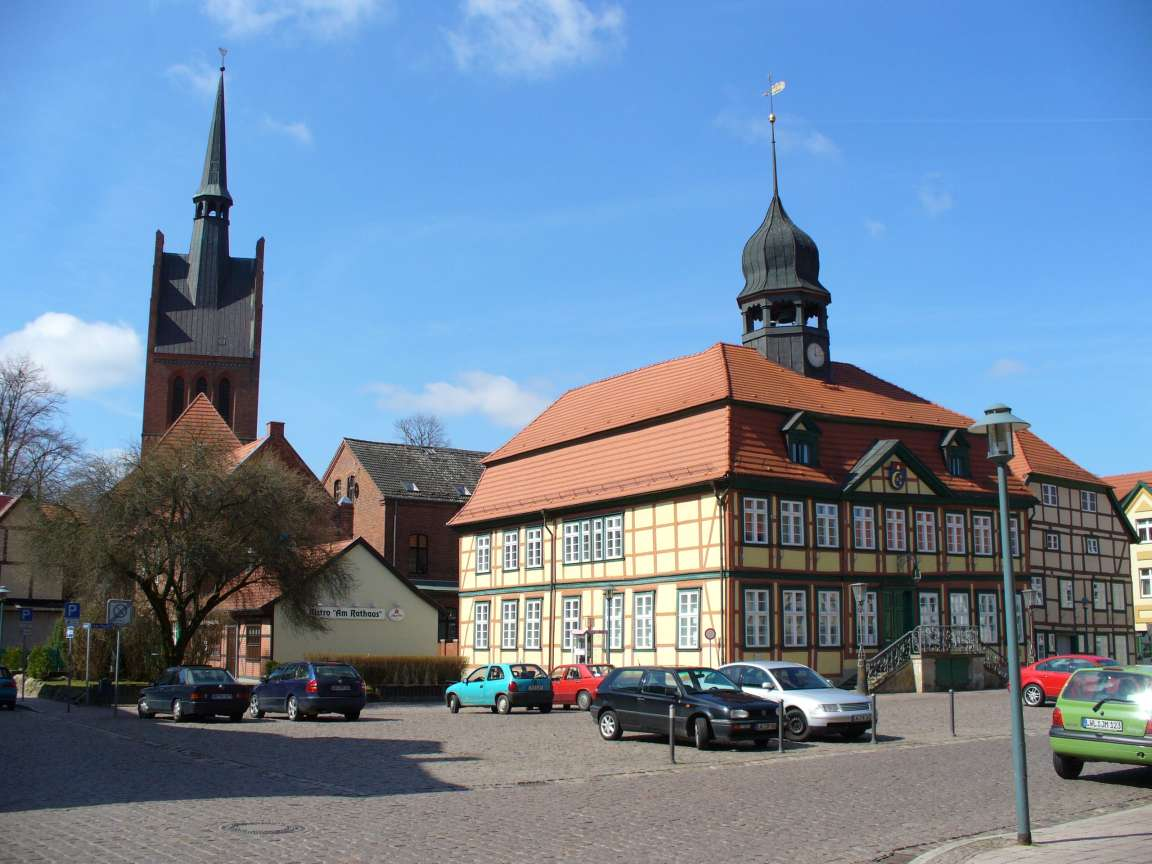
Historisches Rathaus am Markt

Grabow (auch: Grabow (Meckl)) ist eine Stadt im Landkreis Ludwigslust-Parchim in Mecklenburg-Vorpommern (Deutschland). Sie ist Sitz des Amtes Grabow, dem weitere zwölf Gemeinden angehören. Die Stadt ist ein Grundzentrum und Teil der Metropolregion Hamburg.

## Geographie
Die Stadt liegt an der Elde im Südwesten Mecklenburgs etwa 40 km südöstlich der Landeshauptstadt Schwerin. Das Stadtzentrum befindet sich etwa sieben Kilometer südöstlich der Stadt Ludwigslust und etwa sieben Kilometer nordwestlich der Landesgrenze zu Brandenburg.
Die Umgebung der Stadt ist sehr waldreich, etwa 2.500 ha des Stadtgebietes bestehen aus Wald.
Stadtgliederung
Zu Grabow gehören die Ortsteile Bochin, Fresenbrügge, Heidehof, Steesow, Wanzlitz, Winkelmoor und Zuggelrade.
Das Gebiet der Stadt besteht aus zwei nicht zusammenhängenden Teilen. Die Ortsteile Bochin, Steesow und Zuggelrade liegen etwa 15 Kilometer südlich der Kernstadt direkt an der Grenze zu Brandenburg und sind von ihr durch das Gebiet der Gemeinden Gorlosen und Milow getrennt. Das zur Stadt Grabow gehörende Gebiet grenzt an die Nachbargemeinden Groß Laasch im Norden, Muchow und Zierzow im Nordosten, Prislich im Osten, Kremmin im Südosten, Karstädt und Lenzen (Elbe) im Süden (beide im Land Brandenburg), Eldena im Südwesten, Karstädt im Westen sowie Ludwigslust im Nordwesten.

## Geschichte

### Name
Der altpolabische Name enthält das Substantiv grab, was Buche oder Hainbuche bedeutet. Der Name kommt in Mecklenburg häufiger vor. Er wurde nur unwesentlich geändert als Grabowe (1186, 1252, 1275) und Grabow (1189, 1298).

### Mittelalter bis 18. Jahrhundert
Papst Urban III. erwähnte in einem Schreiben vom 23. Februar 1186 erstmals die Burg Grabow. Der Ort erhielt im Jahr 1252 durch den Grafen von Dannenberg das Stadtrecht. Die Stadt und das Land Grabow fielen nach dem Aussterben (1306) der Dannenbergs zunächst an die Mark Brandenburg und nachdem dort mit dem Tod Markgraf Waldemars die Askanier faktisch ausgestorben waren – sein heranwachsender Vetter Heinrich II. starb mit zwölf im Folgejahr – 1319/20 an das Fürstentum Mecklenburg. Grabow wurde eine Landstadt in Mecklenburg und war bis 1918 als Teil der Städte des Mecklenburgischen Kreises auf Landtagen vertreten.
1450 wurde der westlich von Karstädt liegende Hornwald durch Herzog Heinrich IV. der Stadt geschenkt. 1499 zerstörte ein Stadtbrand die Stadt. Ab 1603 erfolgte durch die Herzogin Anna der Umbau der Burg zu einem Schloss.
Friedrich, der Sohn von Adolf Friedrich I., wählte als apanagierter Prinz den Ort 1669 als Residenz. Seine drei Söhne wurden alle regierende Herzöge zu Mecklenburg.
Am 3. Juni 1725 wurden durch einen weiteren großen Stadtbrand Schloss, Rathaus, Kirche und große Teile der Stadt vernichtet. Das Schloss wurde nicht wieder aufgebaut. Danach entstand im Wesentlichen das heutige Stadtbild. Die Innenstadt zeichnet sich durch einen nahezu geschlossenen Kern von Fachwerkhäusern des 18. Jahrhunderts aus. Das älteste noch erhaltene Haus der Stadt trägt das Datum 23. Mai 1702. Bis 1726 wurde das Rathaus in seiner heutigen Gestalt wieder aufgebaut. Im Jahre 1734 kam der „Altar von Meister Bertram von Minden“ in die Grabower Kirche. 1903 verkaufte die Gemeinde den Grabower Altar an die Kunsthalle Hamburg, wo er noch heute zu sehen ist. Mit dem Erlös von über 65.000 Mark wurde der Bau des Kirchturms finanziert.
Mindestens seit dem Ende des 18. Jahrhunderts waren Juden in der Stadt ansässig, die um diese Zeit ihren Friedhof am heutigen Neu Karstädter Weg einrichteten, der bis 1936 genutzt wurde. Der Friedhof wie auch die Synagoge (die bereits 1932 verkauft war) wurden beim Novemberpogrom 1938 geschändet und beschädigt. Seit 1952 wurde ein Gedenkort erstellt und 1988 der Friedhof als Gedenkstätte wieder hergerichtet.

### 1800 bis heute

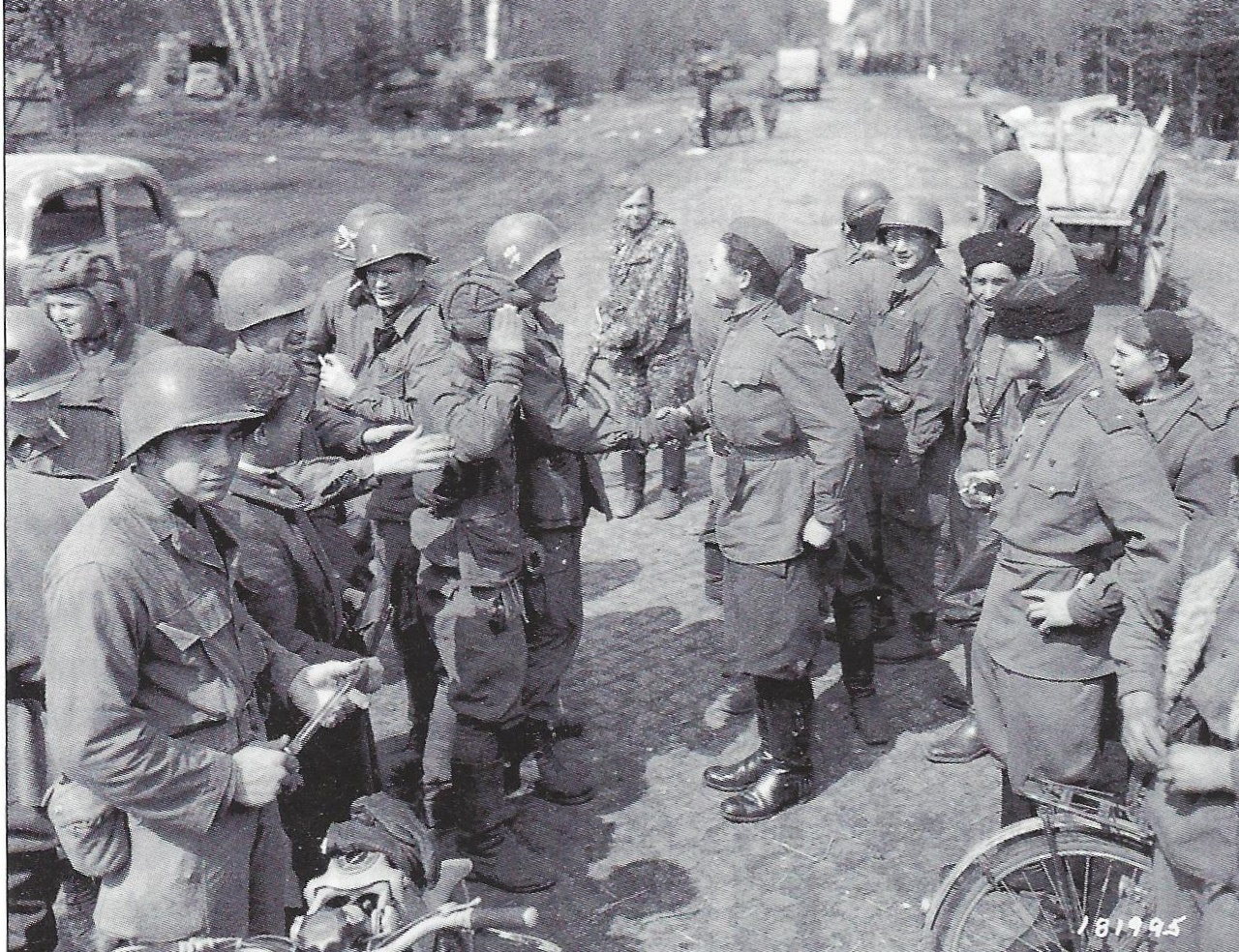
Sowjetische und US-amerikanische Soldaten in Grabow (1945)

1827 wurde die Chaussee zwischen Ludwigslust und Karstädt (ehemalige Bundesstraße B 5, heute Landesstraße 072) gebaut. 1831 bis 1837 erfolgte die Begradigung der Elde, 1868 ein weiterer Ausbau der Elde und eine Hafenerweiterung. 1833 verlor die Stadt durch einen Brand 44 Scheunen. 1846 wurde die Eisenbahnlinie Berlin-Hamburg eröffnet. Seit 1853 wurde in der Rose-Brauerei Grabow Porter gebraut.
1857 wurde die Schule an der Kanalstraße, 1870 die „Höhere Bürgerschule“, 1879 das Amtsgericht, 1884 das Postgebäude (beide am Kießerdamm) und 1892 die Turnhalle beim Schützenhaus fertiggestellt. Es folgten 1906/07 die Wasserleitung und das Wasserwerk, 1908 die Kanalisation und 1922 die Elektrifizierung der Stadt. Eine rege Bautätigkeit folgte von 1922 bis 1939.
1926 wurde das Amt Grabow aufgelöst.
Zu Beginn des NS-Regimes lebten in Grabow 17 jüdische Einwohner. Während des Novemberpogroms 1938 wurde das Schuhgeschäft von Familie Sabielak in der Marktstraße geplündert und die jüdischen Bürger in „Schutzhaft“ genommen. 1942 lebte in Grabow nur noch eine einzige jüdische Bürgerin, die in „Mischehe“ verheiratet war. Auf dem Friedhof erinnern 17 Grabsteine an die einstige jüdische Gemeinde. Der Friedhof wurde zu DDR-Zeiten und auch nach der Wende mehrmals geschändet. Ab 2014 wurden am Steindamm und in der Marktstraße Stolpersteine zum Gedenken verlegt.
Den Zweiten Weltkrieg überstand die Stadt fast unbeschadet. Der Krieg endete für die Stadt mit der kampflosen Besetzung durch die Rote Armee – nach anderen Angaben durch US-Truppen – am 3. Mai 1945. Zuvor war der angesehene Arzt des Ortes, Dr. Willy Havemann, vor den Nazigrößen einschließlich des Bürgermeisters öffentlich gegen die sinnlose Verteidigung des Ortes aufgetreten. Es wurde geplündert, viele Frauen und Mädchen wurden vergewaltigt. Unter den zahlreichen Bewohnern, die sich zwischen dem 1. und dem 10. Mai das Leben nahmen, war auch der Heimatdichter Gustav Ritter. Der Unternehmer Walter Heinsius, der noch versucht hatte, mehrheitlich die Amerikaner vor der Roten Armee in Grabow einrücken zu lassen, wurde in das sowjetische Speziallager Nr. 9 Fünfeichen verbracht und starb dort 1946.
Von 1952 bis 2011 gehörte Grabow zum Kreis Ludwigslust (bis 1990 im DDR-Bezirk Schwerin, dann im Land Mecklenburg-Vorpommern). Seit der Kreisgebietsreform 2011 liegt die Stadt im Landkreis Ludwigslust-Parchim.
Im Zuge des Aufstands des 17. Juni 1953 wurde im Grabower Fahrzeugwerk die Arbeit niedergelegt. Am Abend kamen etwa 250 Einwohner auf den Marktplatz, um politische Forderungen gegen die DDR und die sowjetische Besatzungsmacht zu vertreten. Selbst gegen sowjetische Truppen wurde noch demonstriert. Am Ende wurden die Wortführer der Stasi übergeben.
1956 wurde das renovierte alte Schützenhaus zum Kreiskulturhaus. 1971 und 1982 entstanden die Wohnsiedlungen Schillerplatz und Lassahner Straße.
Nach der politischen Wende wurde ab 1991 der historische Stadtkern der Fachwerkstadt mit dem Rathaus (1997/98) im Rahmen der Städtebauförderung teilweise saniert. 1995 wurde u. a. die Hafenmauer, bis 1998 das Rathaus grundlegend saniert. 1999 erfolgte die Übergabe einer Fußgängerbrücke über die Müritz-Elde-Wasserstraße. 2001 entstand die neue Rehberger Brücke als Hubbrücke. Bis 2010 konnte die Westliche Altstadt, teilweise auf einem früheren Fabrikgelände, bebaut werden.

### Eingemeindungen
Am 1. Juli 1950 wurden die bis dahin eigenständigen Gemeinden Fresenbrügge und Wanzlitz eingegliedert. Zum 1. Januar 2016 wurde die Gemeinde Steesow nach Grabow eingemeindet, obwohl keine gemeinsame Grenze existiert hat. Steesow, Bochin und Zuggelrade bilden damit eine Exklave von Grabow, die rund sechs Kilometer vom übrigen Gemeindegebiet entfernt liegt.

## Bevölkerung
| Jahr | Einwohner |
| ---- | --------- |
| 1877 | 4200      |
| 1910 | 5500      |
| 1939 | 5900      |
| 1946 | 8900      |
| 1970 | 8500      |
| 1984 | 8600      |

| Jahr | Einwohner |
| ---- | --------- |
| 1990 | 8098      |
| 1995 | 7240      |
| 2000 | 6741      |
| 2005 | 6231      |
| 2010 | 5859      |
| 2015 | 5556      |
| 2020 | 5559      |

| Jahr | Einwohner |
| ---- | --------- |
| 2021 | 5500      |
| 2022 | 5615      |
| 2023 | 5573      |

ab 1990: Stand: 31. Dezember des jeweiligen Jahres

## Politik

Ältestes Haus der Stadt

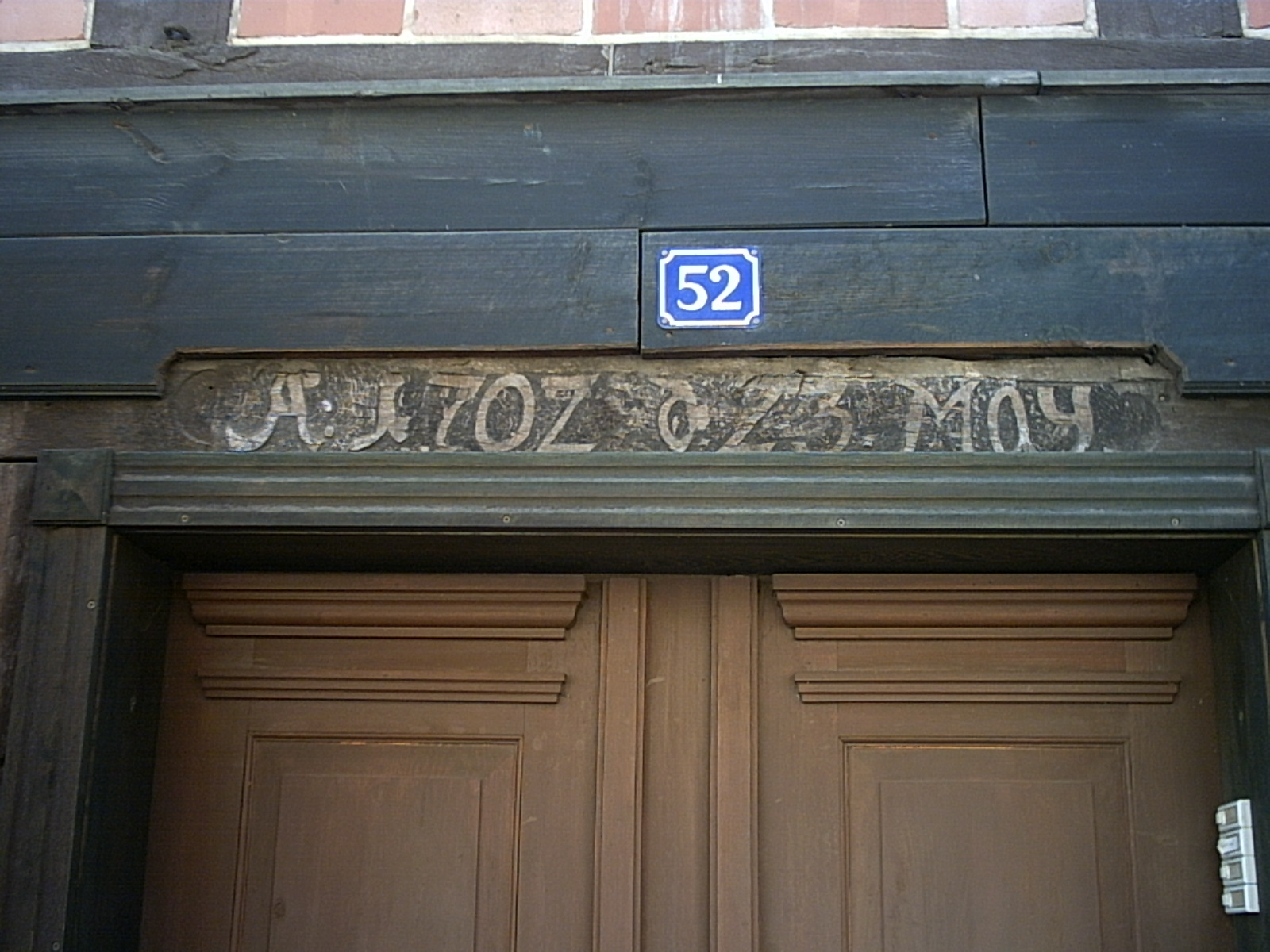
Datum am ältesten Haus der Stadt

### Stadtvertretung
Grabows Stadtvertretung besteht aus 17 Mitgliedern. Die Kommunalwahl am 9. Juni 2024 führte bei einer Wahlbeteiligung von 63,6 % zu folgendem Ergebnis:
| Partei / Wählergruppe  | Stimmenanteil 2019 | Sitze 2019 |  | Stimmenanteil 2024 | Sitze 2024 |
| ---------------------- | ------------------ | ---------- |  | ------------------ | ---------- |
| CDU                    | 24,6 %             | 4          |  | 25,2 %             | 4          |
| Starkes Grabow         | 18,5 %             | 3          |  | 23,4 %             | 4          |
| SPD                    | 35,0 %             | 6          |  | 22,4 %             | 4          |
| AfD                    | –                  | –          |  | 19,7 %             | 3          |
| Freie Wähler           | –                  | –          |  | 09,3 %             | 2          |
| Alternative für Grabow | 12,0 %             | 2          |  | –                  | –          |
| Die Linke              | 09,8 %             | 2          |  | –                  | –          |
| Insgesamt              | 100 %              | 17         |  | 100 %              | 17         |

### Bürgermeister
- 1839–1888: Franz Floerke[12]
- 1888–1912: Carl Calsow[12]
- 1919–1930: Werner Siegismund[12]
- 1951–1953: Fritz Flint[13]
- 1960–1976: Hans Hummel[12]
- 1995–2013: Ulrich Schult[12]
- 2013–2018: Stefan Sternberg (SPD)[14]
- seit 2018: Kathleen Bartels (SPD)

Bartels wurde in der Bürgermeisterwahl am 21. Oktober 2018 mit 54,8 Prozent der gültigen Stimmen für eine Amtsdauer von sieben Jahren gewählt.

### Wappen
| Wappen der Stadt Grabow | Blasonierung: „In Blau ein abnehmender, gesichteter goldener Halbmond mit drei goldenen Sternen vor der Krümmung. Auf dem Schild eine dreitürmige rote Mauerkrone mit geschlossenem goldenen Spitzbogentor.“ |
| Wappen der Stadt Grabow | Wappenbegründung: Die den 1991 wiederhergestellten Wappenschild prägenden allegorischen Wappenbilder wurden wahrscheinlich nach der Reformation durch Ratsbeschluss festgelegt. Über ihre Deutung hat es in der Vergangenheit an Versuchen nicht gemangelt. So schreib 1856 der Grabower Bürgermeister Friedrich Franz Leopold Floerke darüber: „Das Bild des untergehenden Mondes mit dem Stern darüber ist dem morgendlichen Himmel abgelauscht, und man hat wohl mit dem Morgenstern, dem Zeichen des anbrechenden Tages, das damals mit der Reformation heraufsteigende Licht im Glauben und Denken des Menschen symbolisieren wollen“. Das Oberwappen kennzeichnet von der Tingierung und Anzahl der Zinnentürme der Mauerkrone her Grabow als eine kleine Stadt. Die Wappenänderung wurde am 20. Juni 1991 durch das Ministerium des Innern genehmigt und unter der Nr. 4 der Wappenrolle des Landes Mecklenburg-Vorpommern registriert. |

Historische Wappen
| Wappen der Stadt Grabow bis 1940 | Blasonierung: „In Blau ein abnehmender, gesichteter goldener Halbmond mit drei goldenen Sternen in der Krümmung der Mondsichel.“ |
| Wappen der Stadt Grabow bis 1940 | Wappenbegründung: Bis 1940 führte die Stadt ein in Anlehnung an das Siegelbild des SIGILL(VM) CIVITATIS GRABOVIEN von 1667 gestaltetes und im April 1858 festgelegtes Wappen, das so genannte Mondwappen. Das Wappen wurde am 10. April 1858 vom Großherzog Friedrich Franz II. von Mecklenburg-Schwerin festgelegt. |

| Wappen der Stadt Grabow 1940–1945 | Blasonierung: „In Blau ein auf einem grünen Lindwurm stehender silbern gepanzerter St. Georg mit goldenem Hakenkreuz in der Lanzenfahne.“ |
| Wappen der Stadt Grabow 1940–1945 | Wappenbegründung: Bis zur Mitte des 16. Jahrhunderts zeigt das Siegelbild der Stadt ihren Schutzheiligen, dem die dortige Pfarrkirche geweiht war, den Heiligen Georg auf einer liegenden gekrönten männlichen Figur stehend. Das unter Bezugnahme auf das älteste Stadtsiegel im Stil nationalsozialistischer Kunst neu gestaltete Wappen verlor schon bald nach dem Ende des II. Weltkrieges seine Gültigkeit. Das Wappen wurde vom Heraldiker Hans Herbert Schweitzer gestaltet und am 2. September 1940 durch den Reichsstatthalter in Mecklenburg verliehen. |

| Wappen der Stadt Grabow 1946–1991 | Blasonierung: „In Blau ein abnehmender, gesichteter silberner Halbmond mit drei silbernen Sternen vor der Krümmung. Auf dem Schild eine dreitürmige rote Mauerkrone mit geschlossenem silbernen Spitzbogentor.“ |
| Wappen der Stadt Grabow 1946–1991 | Wappenbegründung: Anfang Februar 1946 hatte der Bürgermeister von Grabow bei der Abteilung Inneres die Verleihung eines neu entworfenen Wappens beantragt. Der Empfehlung des Mecklenburgischen Geheimen und Hauptarchivs, das Mondwappen wieder aufzunehmen, aber den Wappenfiguren die bisherige goldene Färbung zu belassen, wurde ebenso wenig gefolgt, wie dem sehr kritischen Hinweis des Archivs auf das heraldisch nicht gute Oberwappen, das gelöscht werden sollte. Nachdem schließlich die sowjetische Militärkommandantur die Genehmigung zur Führung dieses mit einem für die russische Städteheraldik des 19. Jahrhunderts typischen Oberwappen versehenen Wappens bereits erteilt hatte, kam der Präsident der Landesverwaltung nicht mehr umhin, seinerseits die Genehmigung zu erteilen. Das Wappen wurde von dem Ludwigsluster Prof. A. Beyer entworfen und am 18. Juli 1946 durch den Präsidenten der Landesverwaltung Mecklenburg-Vorpommern genehmigt. |

### Flagge

Flagge der Stadt Grabow

Die Flagge wurde von dem Schweriner Heraldiker Heinz Kippnick gestaltet und am 17. März 1999 durch das Ministerium des Innern genehmigt.
Die Flagge ist quer zur Längsachse des Flaggentuchs Blau – Gelb – Blau (1:2:1) gestreift. In der Mitte des gelben Streifens liegt das Stadtwappen, das zwei Drittel der Höhe des Flaggentuchs einnimmt. Die Höhe des Flaggentuchs verhält sich zur Länge wie 3:5.

### Dienstsiegel
Das Dienstsiegel zeigt das Wappen der Stadt mit der Umschrift STADT GRABOW.

### Städtepartnerschaften
- Albertslund (Dänemark), seit 1973
- Borken (Nordrhein-Westfalen), seit 1997

## Sehenswürdigkeiten und Kultur

### Bauwerke

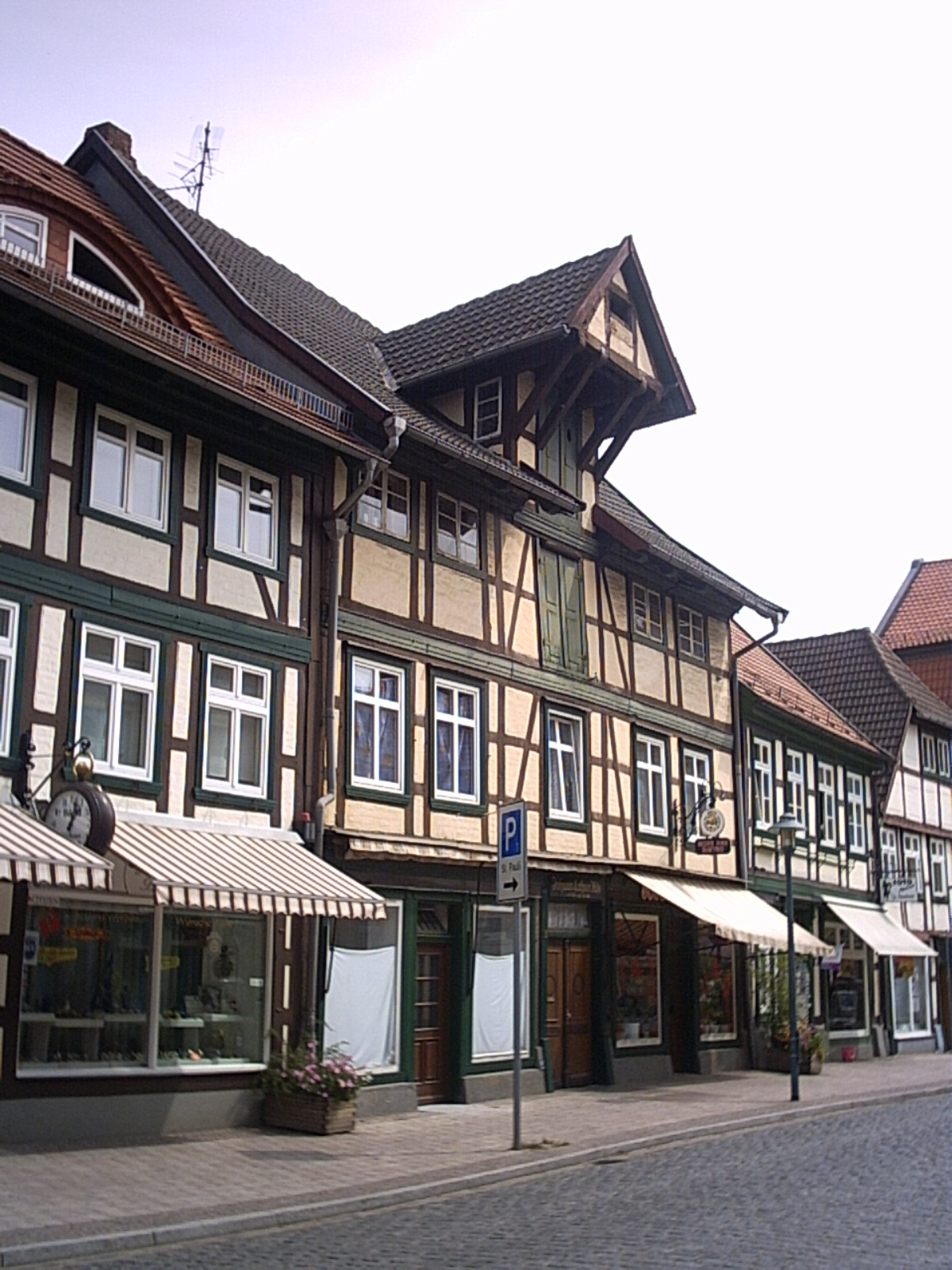
Altstadt

- Historischer Stadtkern der Fachwerkstadt
- Stadtkirche St. Georg, gotischer Backsteinbau, dessen ältester Teil, der zweijochige Chor, erstmals 1291 erwähnt wurde. Im 14. Jahrhundert entstand das dreischiffige Langhaus und im 15. Jahrhundert der mächtige rechteckige Westturm. Die Gewölbe sind 1725 ausgebrannt und durch Holzgewölbe (Chor) und eine Flachdecke im Langhaus ersetzt worden.
- Rathaus von 1727, als Nachfolgebau des 1725 abgebrannten mittelalterlichen Gebäudes, zweigeschossiges Fachwerkhaus mit Mansarddach
- Fachwerk-Wohnhäuser zumeist aus dem 18. und 19. Jahrhundert, das älteste Wohnhaus (Steindamm 52) stammt von 1702
- Ratsapotheke, Speicher am Pferdemarkt, Pastorenhaus am Kirchenplatz, Großer Wandrahm 20
- Bolbrüggesche Mühle, als Korn-, Öl- und Walkmühle errichtet, gehört zu den größten Mühlenkomplexen Mecklenburg-Vorpommerns[18]
- Jüdischer Friedhof
- Gedenkstätte von 1985 neben dem Rathaus zur Erinnerung an die Befreiung der Stadt von 1945 durch die Rote Armee. 1991 wurde die Gedenkwand abgerissen und die Tafel dem Heimatmuseum übergeben.
- Gedenktafel von 1945 am ehemaligen Wohnhaus des KPD-Funktionärs Willi Fründt in der gleichnamigen Straße, der 1944 im KZ Neuengamme ermordet wurde[19]
- Hechtsforthschleuse, fünf Kilometer nordöstlich der Stadt mit denkmalgeschütztem Elde-Kraftwerk von 1920
- Wohl höchster Werbepylon Europas, am Autohof Grabow, Höhe: 85 Meter[20]

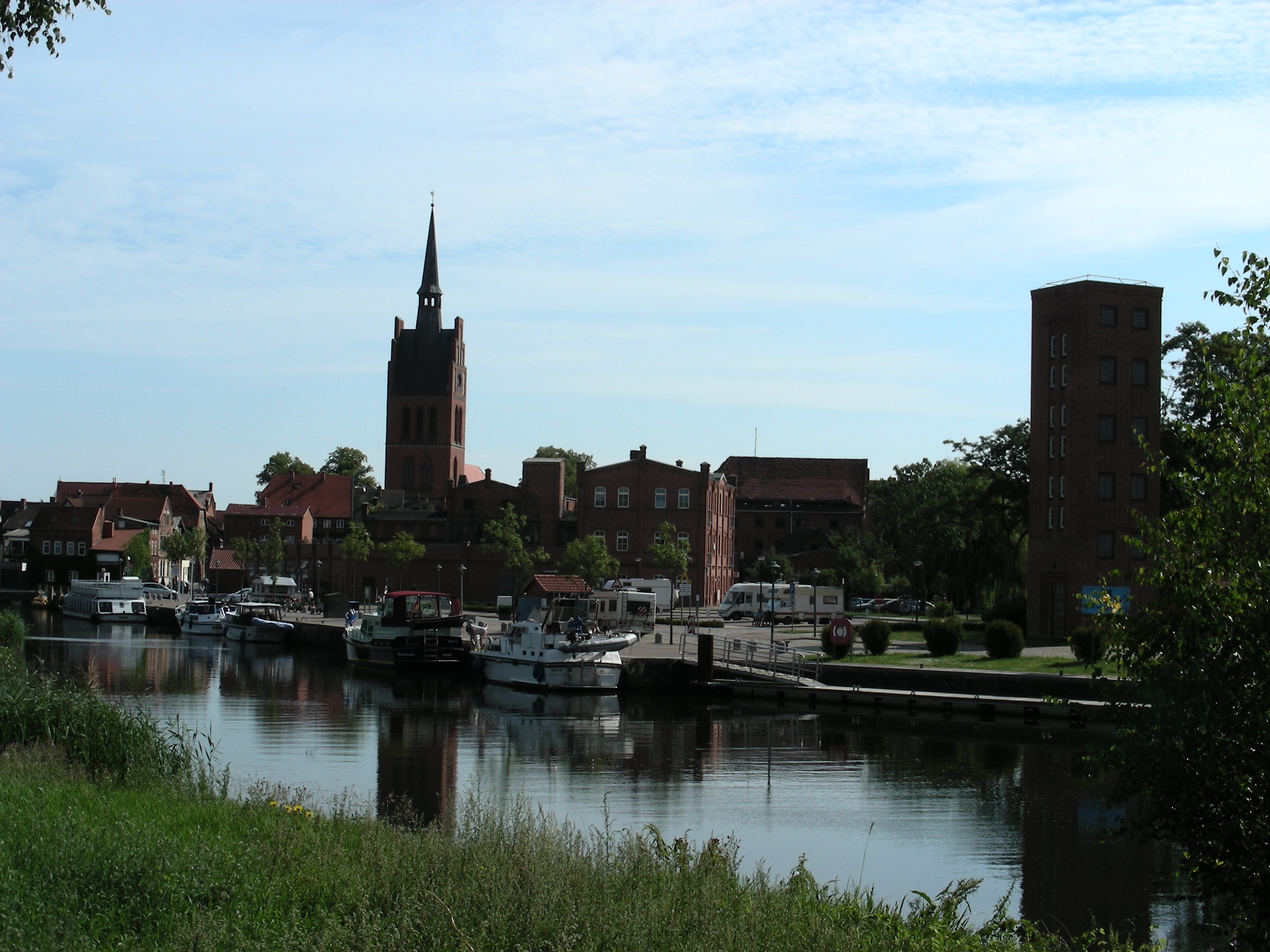
Panorama von Grabow
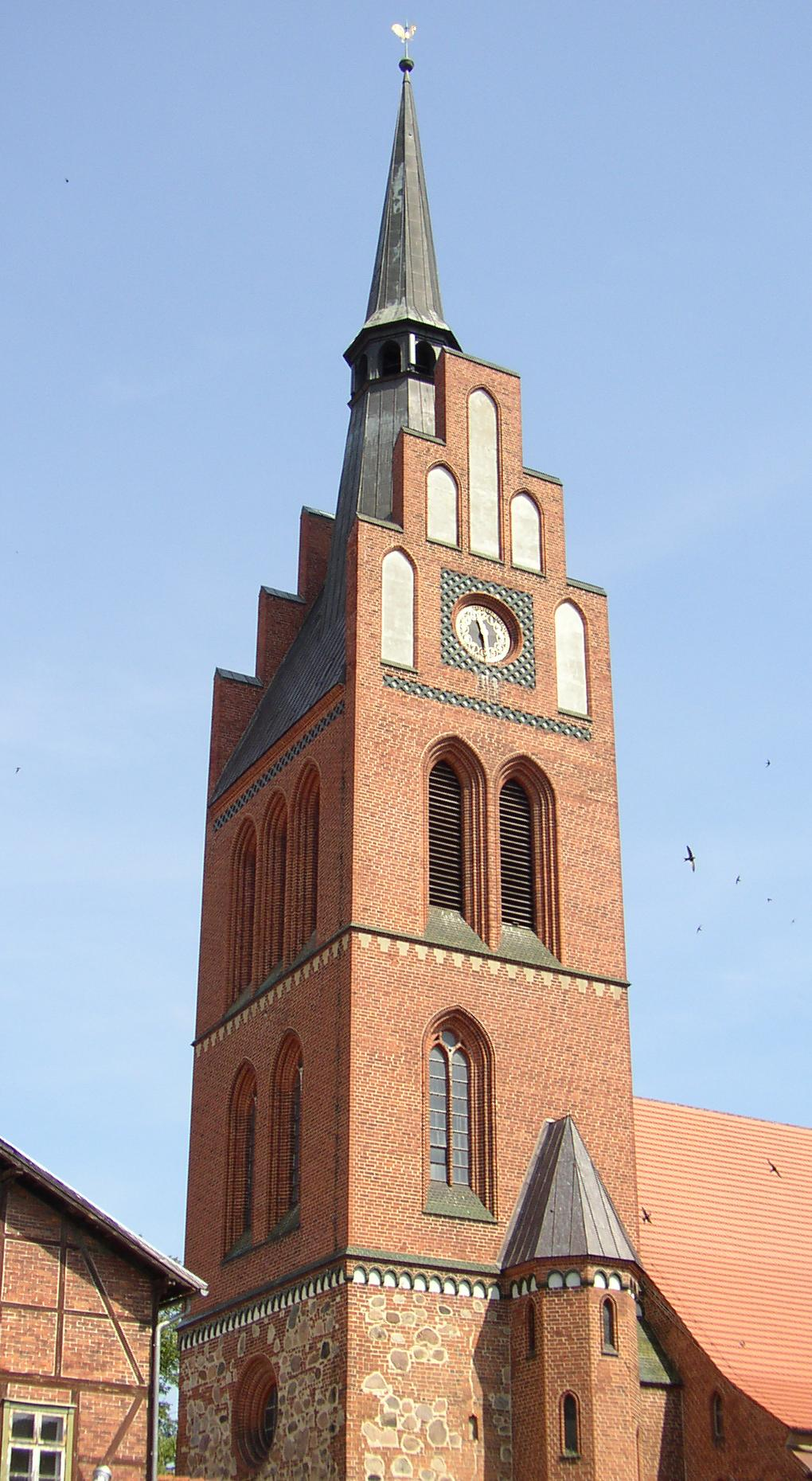
Kirche St. Georg
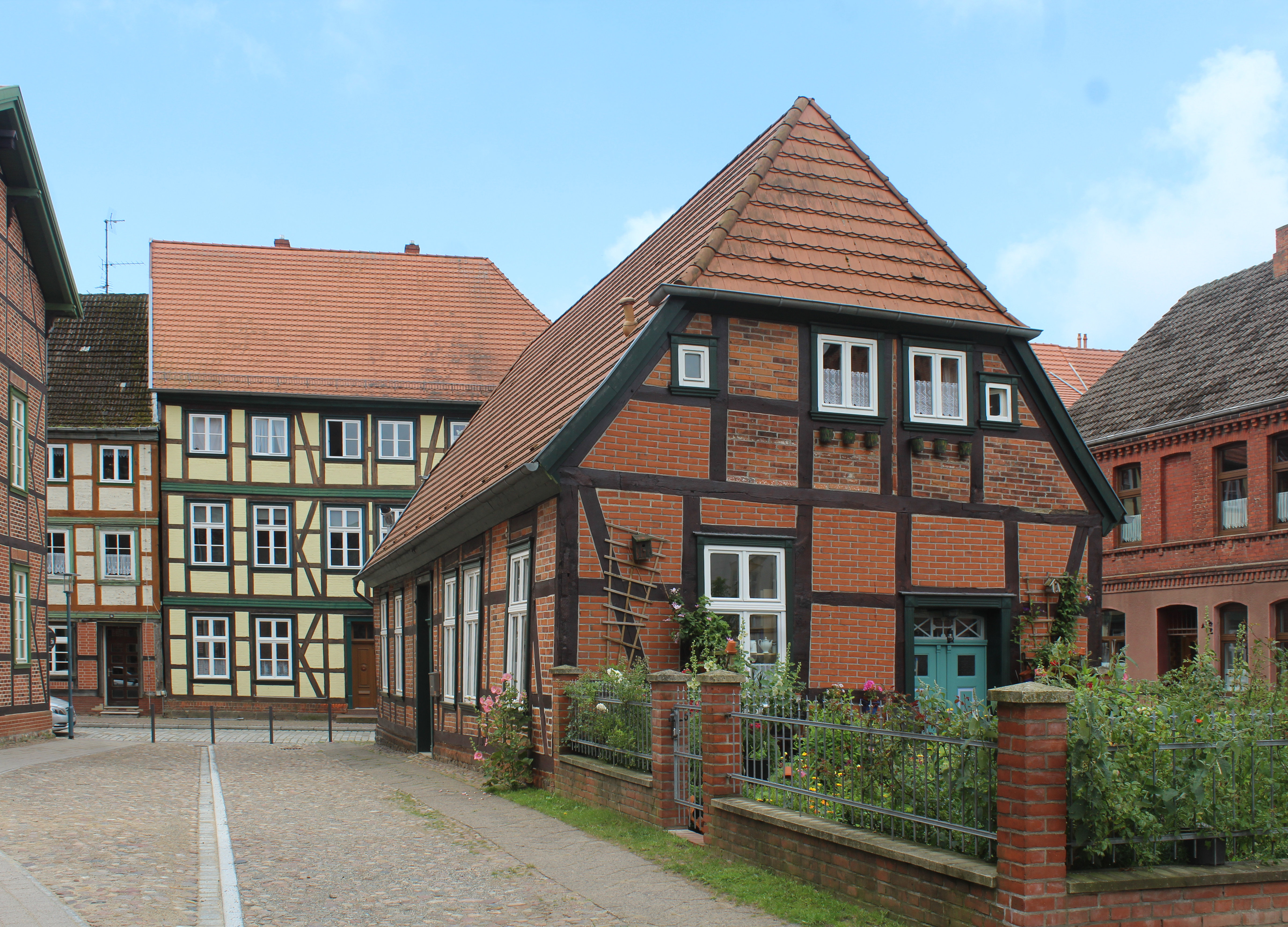
Kirchenplatz
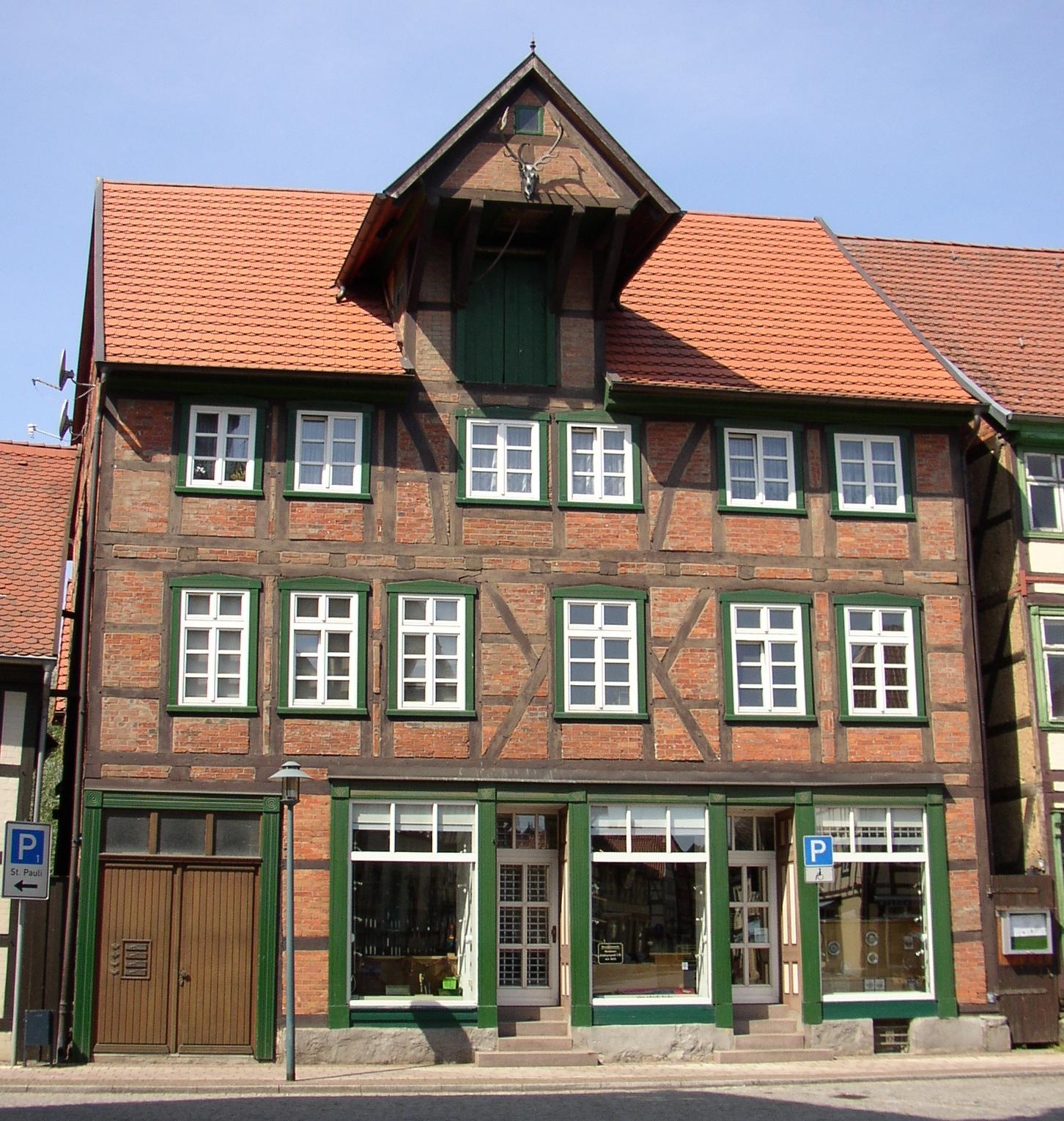
Pferdemarkt 5 mit auskragendem Zwerchhaus und Kran
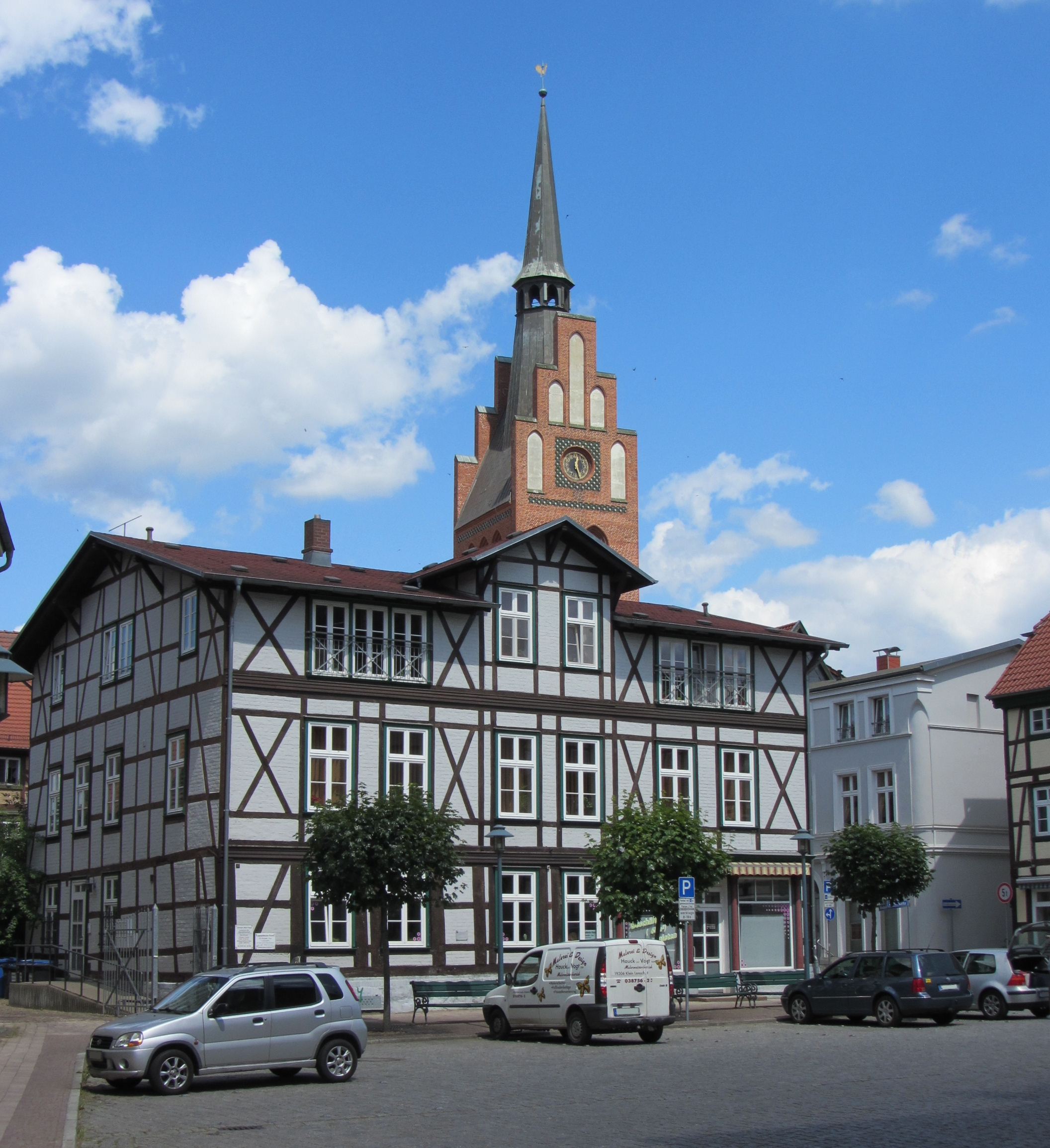
Pferdemarkt
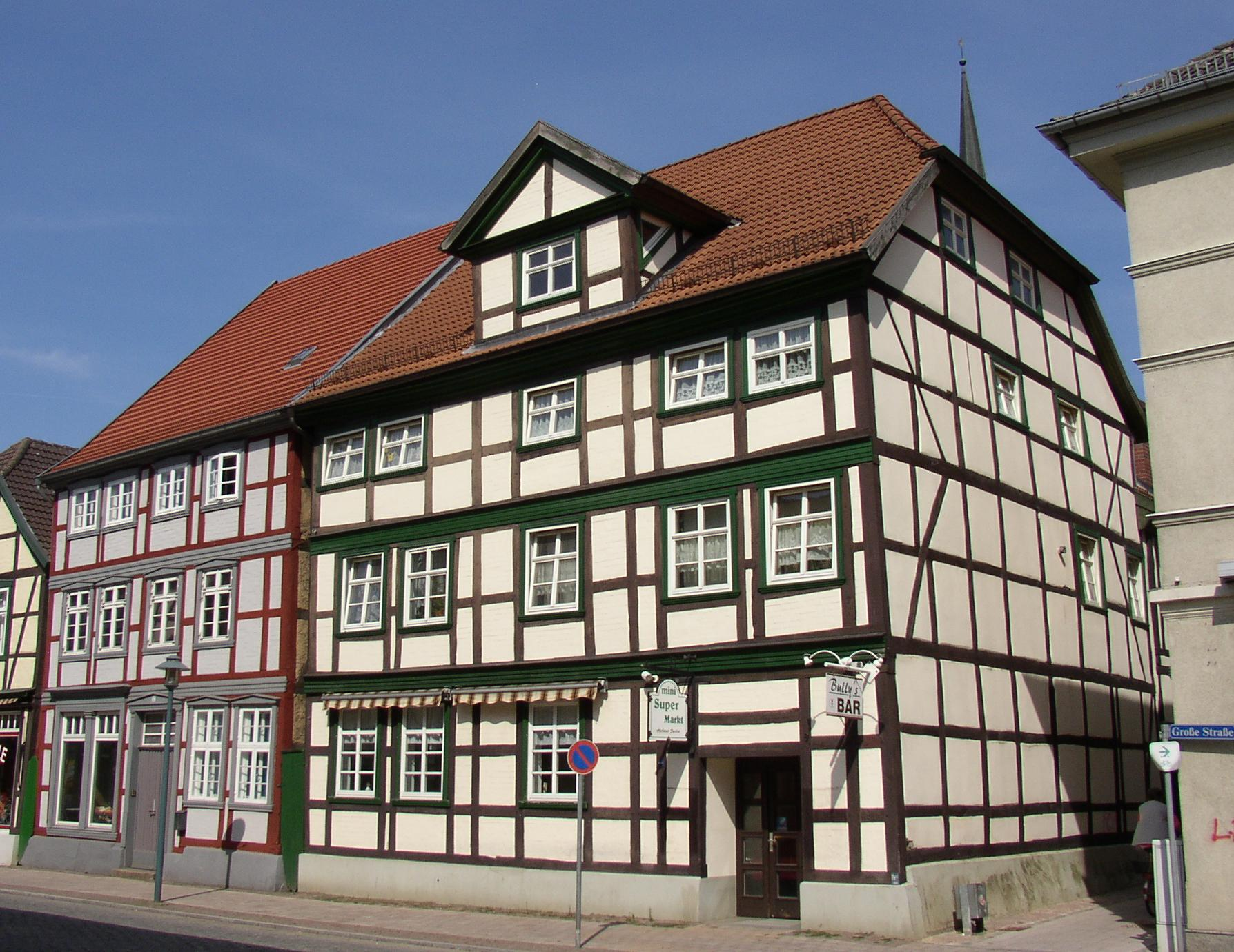
Fachwerkhäuser in der Großen Straße
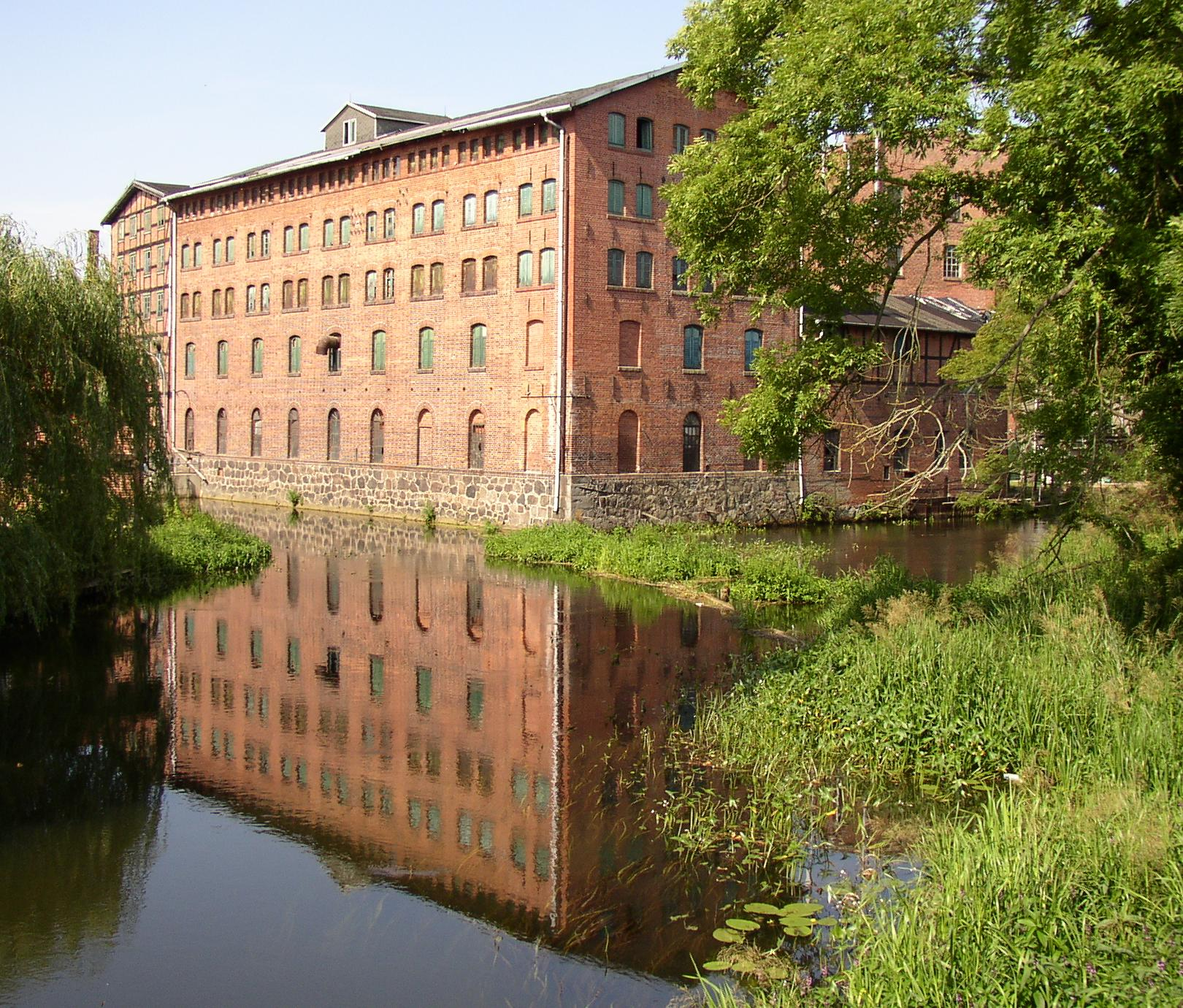
Bolbrüggesche Mühle

### Kultur
- Heimatmuseum Grabow, Marktstraße 19
- Stadtbibliothek Grabow, Kießerdamm 19 A
- Stadtarchiv Grabow, Am Markt 1
- Punk-Rockband Debil

## Wirtschaft und Infrastruktur

### Unternehmen
Die Grabower Süsswaren GmbH (in der DDR: VEB Dauerbackwaren Grabow) ist Hersteller der „Grabower Küsschen“, Schaumküsse aus Eischaum mit Schokoladenüberzug.
Der Tourismus spielt für die Wirtschaft der Stadt eine große Rolle. Dazu gehört Wasserwandern auf der Elde, wozu es im Stadthafen eine Liegemöglichkeit gibt. Im Ortsteil Fresenbrügge gibt es einen Wasserwanderrastplatz.

### Öffentliche Einrichtungen
- Amt Grabow, Am Markt 1
- Freiwillige Feuerwehren in Grabow und in allen Amtsgemeinden und Jugendfeuerwehren in sieben Gemeinden

### Verkehr

#### Straße
Grabow liegt an der Landesstraße L 072 zwischen Ludwigslust und der Landesgrenze zu Brandenburg. Mit Freigabe der A 14 zwischen den Anschlussstellen Grabow und Groß Warnow und der damit verbundenen Abnahme des Verkehrsaufkommens auf dem nahezu parallel verlaufendem Abschnitt der Bundesstraße 5 wurde diese zwischen der Anschlussstelle Grabow und der Landesgrenze zu Brandenburg zur Landesstraße umgewidmet. Die Ortsumgehung der damaligen Fernverkehrsstraße F 5 war im September 1966 eröffnet worden, weil der zunehmende Verkehr die Straßen der Kleinstadt verstopfte und die alten Fachwerkhäuser bedrohte.
Auch die Landesstraße L 08 zwischen der Landesgrenze zu Brandenburg und Marnitz führt durch Grabow.
Die Stadt ist seit dem 21. Dezember 2015 über die Anschlussstelle Grabow und seit dem 20. Dezember 2017 auch über die Anschlussstelle Groß Warnow an der Bundesautobahn A 14 (Wismar–Schwerin–(Magdeburg, in Bau)) erreichbar.

#### Eisenbahn und Bus
Der 1846 eröffnete Bahnhof Grabow (Meckl) liegt an der Bahnstrecke Berlin–Hamburg. Er wird von der Regional-Express-Linie RE 8 Wismar–Wittenberge–Berliner Stadtbahn–Flughafen BER im Zwei-Stunden-Takt bedient.
Nach Ludwigslust verkehren werktags annähernd stündlich Regionalbusse, nach Lenzen werden von der Ludwigsluster Verkehrsgesellschaft ebenfalls einige Fahrten angeboten.

### Bildung

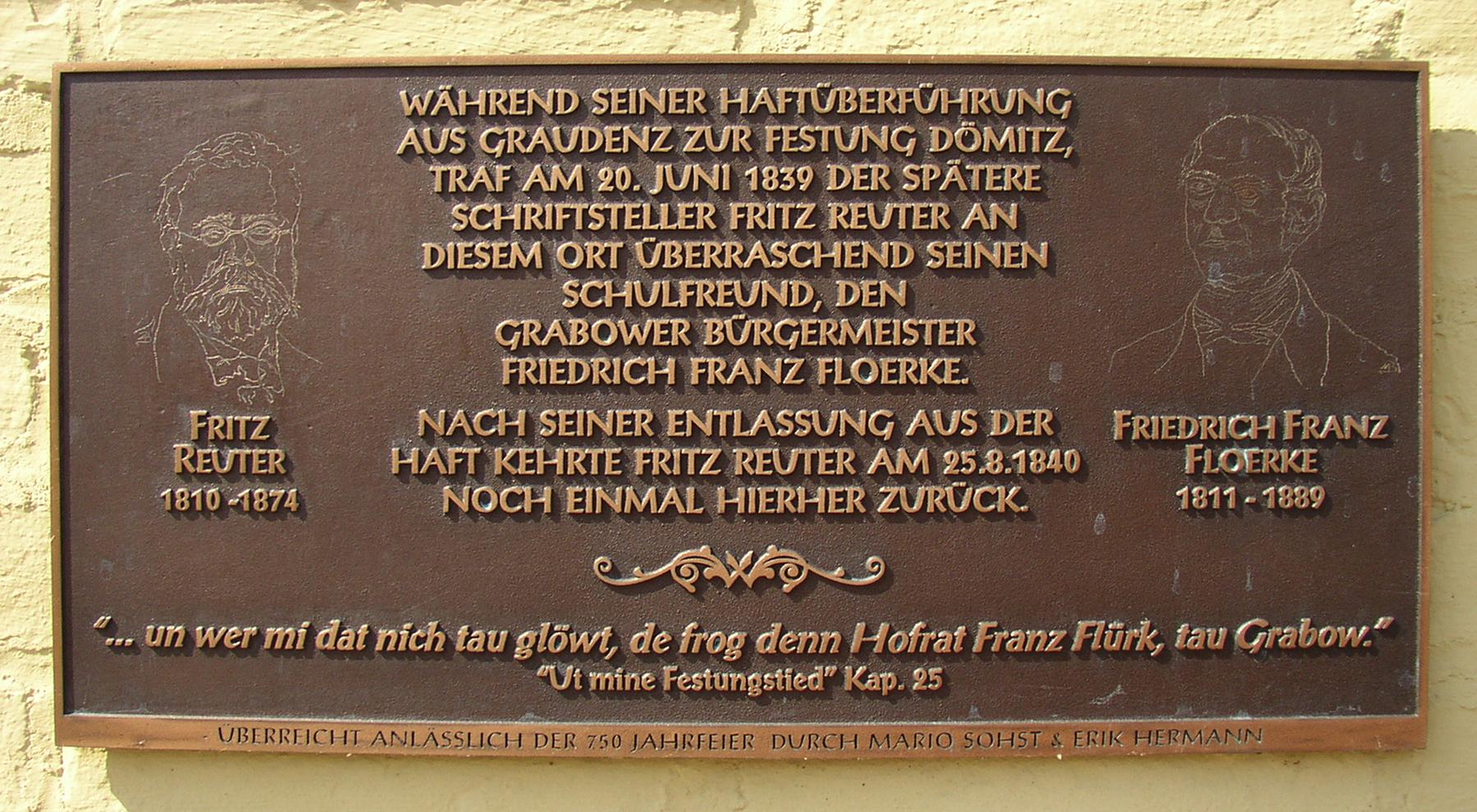
Fritz-Reuter-Gedenktafel am Rathaus

- Grundschule „Eldekinder“ (ehemals „Am Hufenweg“), Hufenweg 2
- Regionale Schule „Friedrich Rohr“, Prislicher Straße 23

Von den 1990er Jahren bis 2005 wurden drei Grabower Schulen geschlossen, darunter das Friedrich-Rohr-Gymnasium, dessen Gebäude nun von der Regionalschule genutzt wird, die Fritz-Reuter-Schule und die Geschwister Scholl-Schule.

### Soziale Einrichtungen
- ASB Boizenburg/Grabow e. V. Sozialstation
- Betreutes Wohnen des ASB
- drei Kindertagesstätten

## Persönlichkeiten

### Söhne und Töchter von Grabow
- Friedrich zu Mecklenburg auch Friedrich zu Grabow (1638–1688), Herzogsgrab in der Gruft des Schlosses zu Grabow
- Karl Leopold (Mecklenburg) (1678–1747), Herzog zur Zeit des Grabower Brandes von 1725
- Hermann Joachim Hahn (1679–1726), Prediger
- Karl Leopold, Herzog zu Mecklenburg (1678–1747), regierender Herzog in Mecklenburg-Schwerin
- Christian Ludwig II., Herzog zu Mecklenburg (1683–1756), regierender Herzog in Mecklenburg-Schwerin
- Sophie Luise, Herzogin zu Mecklenburg (1685–1735), Königin von Preußen
- Joachim Arndt Saltzmann (1691–1771), Hofgärtner im Schloss Charlottenburg
- Johann Ludwig Engel (1699–1758), Hochschullehrer und Rektor der Universität Rostock
- Ulrike Sophie, Herzogin zu Mecklenburg (1723–1813)
- Ludwig, Herzog zu Mecklenburg (1725–1778), Erbprinz von Mecklenburg-Schwerin
- Friedrich Lenthe (1774–1851), Maler
- Friedrich Boldemann (1788–1865), Versicherungskaufmann und Politiker in Lübeck
- Christian Rose (1803–1877), Brauer und Gastwirt, Mitglied der Mecklenburgischen Abgeordnetenversammlung
- Wilhelm Langschmidt (1805–1866), Maler
- Ludwig Rose (1819–1886), Rittergutsbesitzer, konservativer Reichstagsabgeordneter
- Carl Ludwig Theodor Graff (1844–1906), Architekt und Mitgründer der Kunstgewerbeschule Dresden
- Carl Bolbrügge (1849–1898), Mühlenbesitzer
- Martha Rose-Grabow (1858–1940), Malerin in Schwerin
- Hans Eberhard (1861–1940), Jurist, zuletzt 1925 Oberlandesgerichtspräsident in Rostock
- Wilhelmine Fleck (1864–1946), Schriftstellerin[21]
- Gustav Ritter (1867–1945), langjähriger Leiter der Pfeffernußfabrik und Autor von Heimatliteratur
- Richard Havemann (1875–1943), Dompteur[22]
- Hans Havemann (1887–1985), Schriftsteller, Journalist und Geologe, Vater von Robert Havemann
- Wilhelm Jesse (1887–1971), Historiker
- Willy Havemann (1892–1969), Arzt und Heimatforscher, baute nach 1945 die Sammlung des Heimatmuseums wieder auf[23]
- Bernhard Leverenz (1909–1987), Politiker (FDP), Justizminister von Schleswig-Holstein
- Kurt Egon Kauffmann (1912–1991), Brigadegeneral des Heeres
- Marco Küntzel (* 1976), Fußballspieler, spielte von 1981 bis 1990 bei Empor Grabow.
- Stefan Sternberg (* 1984), Politiker (SPD), 2013–2018 Bürgermeister von Grabow, seit 2018 Landrat des Landkreises Ludwigslust-Parchim

### Persönlichkeiten, die in Grabow lebten und wirkten
- Friedrich, Herzog zu Mecklenburg (1638–1688), residierte von 1669 bis zu seinem Tod in Grabow
- Franz Floerke (1811–1889), Jurist, 1839–1889 Bürgermeister von Grabow.
- Mann (Familie), die Ursprünge der Schriftstellerfamilie Mann lassen sich u. a. bis nach Grabow zurückverfolgen
- Heinrich Zander (1800–1876), Theologe und Ornithologe, lebte in Grabow
- Friedrich Johann Meyer [-Malchow] (1814–1882), Jurist, Bürgermeister, Parlamentarier und mecklenburg-schwerinscher Minister, wuchs in Grabow auf
- Ingrid Möller, (* 1934), Kunsthistorikerin und Autorin, wuchs in Grabow auf
- Volkwin Marg (* 1936), Architekt und Hochschullehrer, lebte von 1949 bis 1957 in Grabow
- Bastian Reinhardt (* 1975), Fußballspieler, spielte von 1983 bis 1988 und 1990 bis 1992 bei Empor Grabow/Grabower FC